# Bigelow (Arkansas)
Pour les articles homonymes, voir Bigelow.
Bigelow est une municipalité du comté de Perry, dans l'État de l'Arkansas aux États-Unis.

## Démographie
| 1910 | 1920  | 1930 | 1940 | 1950 | 1960 |
| ---- | ----- | ---- | ---- | ---- | ---- |
| 292  | 1 589 | 338  | 170  | 292  | 231  |

| 1970 | 1980 | 1990 | 2000 | 2010 | - |
| ---- | ---- | ---- | ---- | ---- | - |
| 258  | 373  | 340  | 329  | 315  | - |